# Jönköping–Gripenbergs Järnväg
Jönköping–Gripenbergs Järnväg (JGJ), Gripenbergsbanan, var en smalspårig svensk järnväg med 600 millimeter spårvidd mellan Jönköping och Vireda. Järnvägen öppnades 1894 och lades ned 1935. Järnvägen byggdes med en rälsvikt av 10,0 kg/meter, en största lutning av 25 promille och en minsta kurvradie av 150 meter.

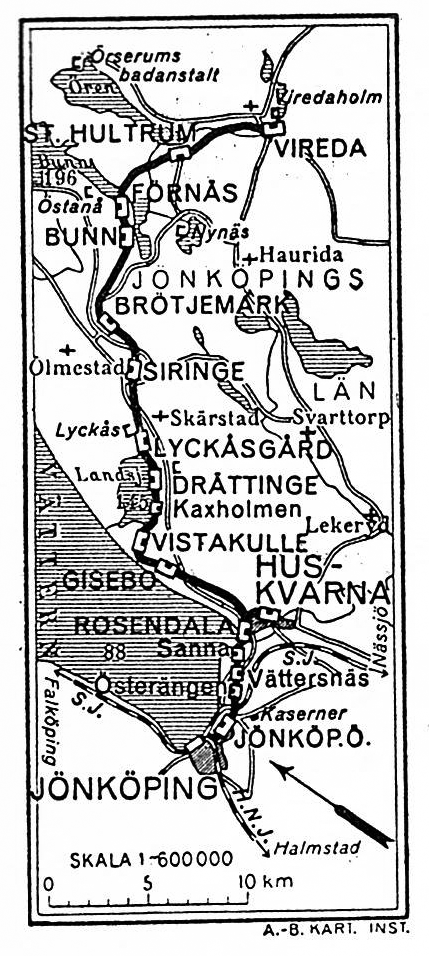
Jönköping-Gripenberg-Järnväg-(JGJ)

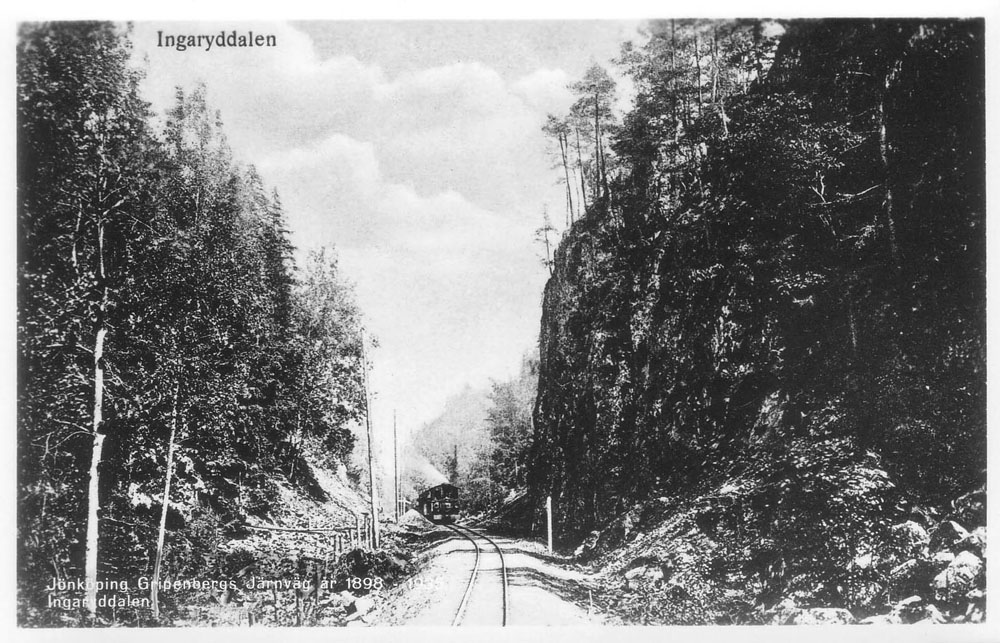
Järnvägen vid Ingerydsdalen mellan Ölmstad och Bunn, 1898

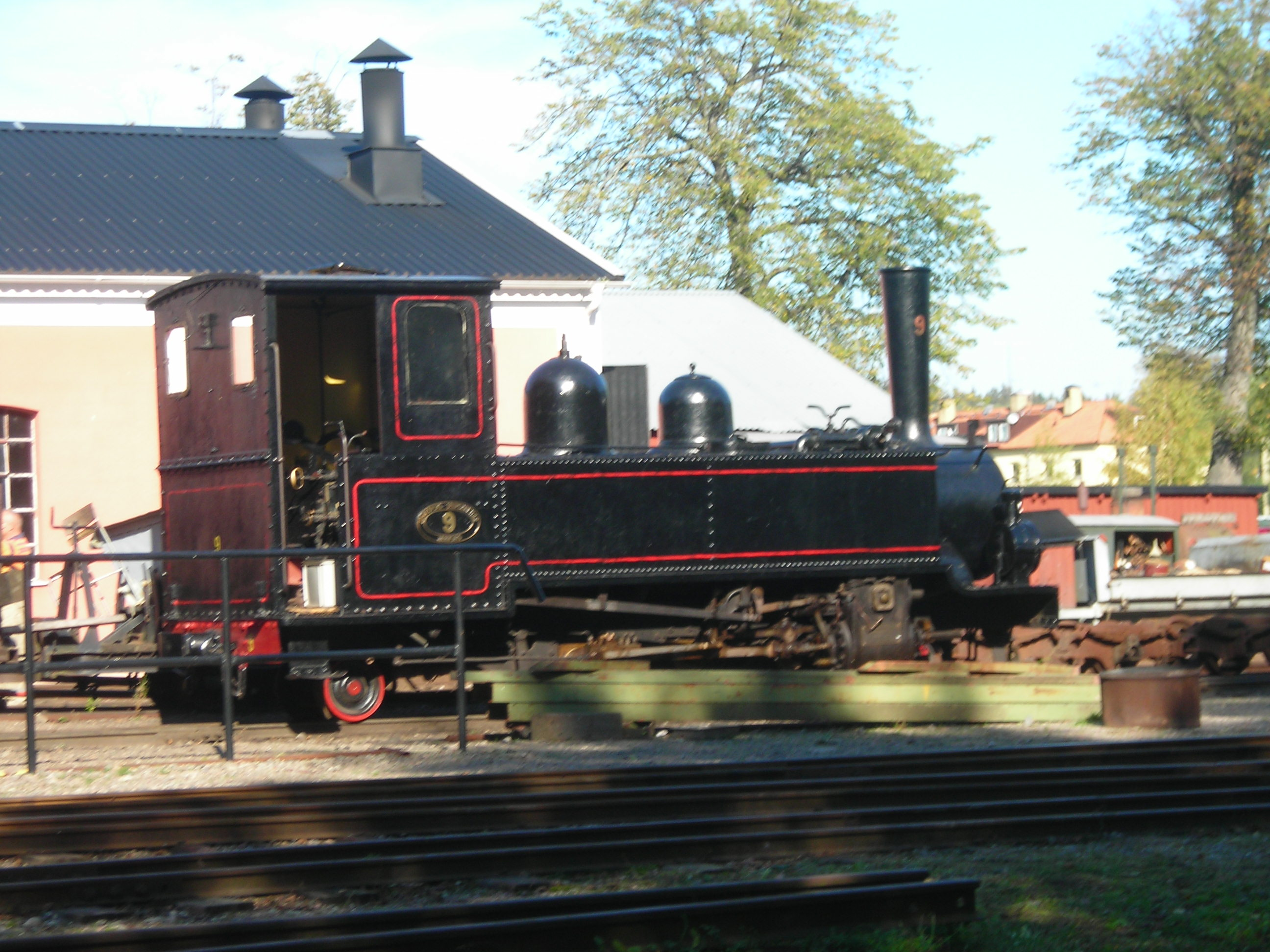
Loket JGJ nr 9, tillverkat av Motala Verkstad, nu hos Östra Södermanlands Järnväg i Mariefred

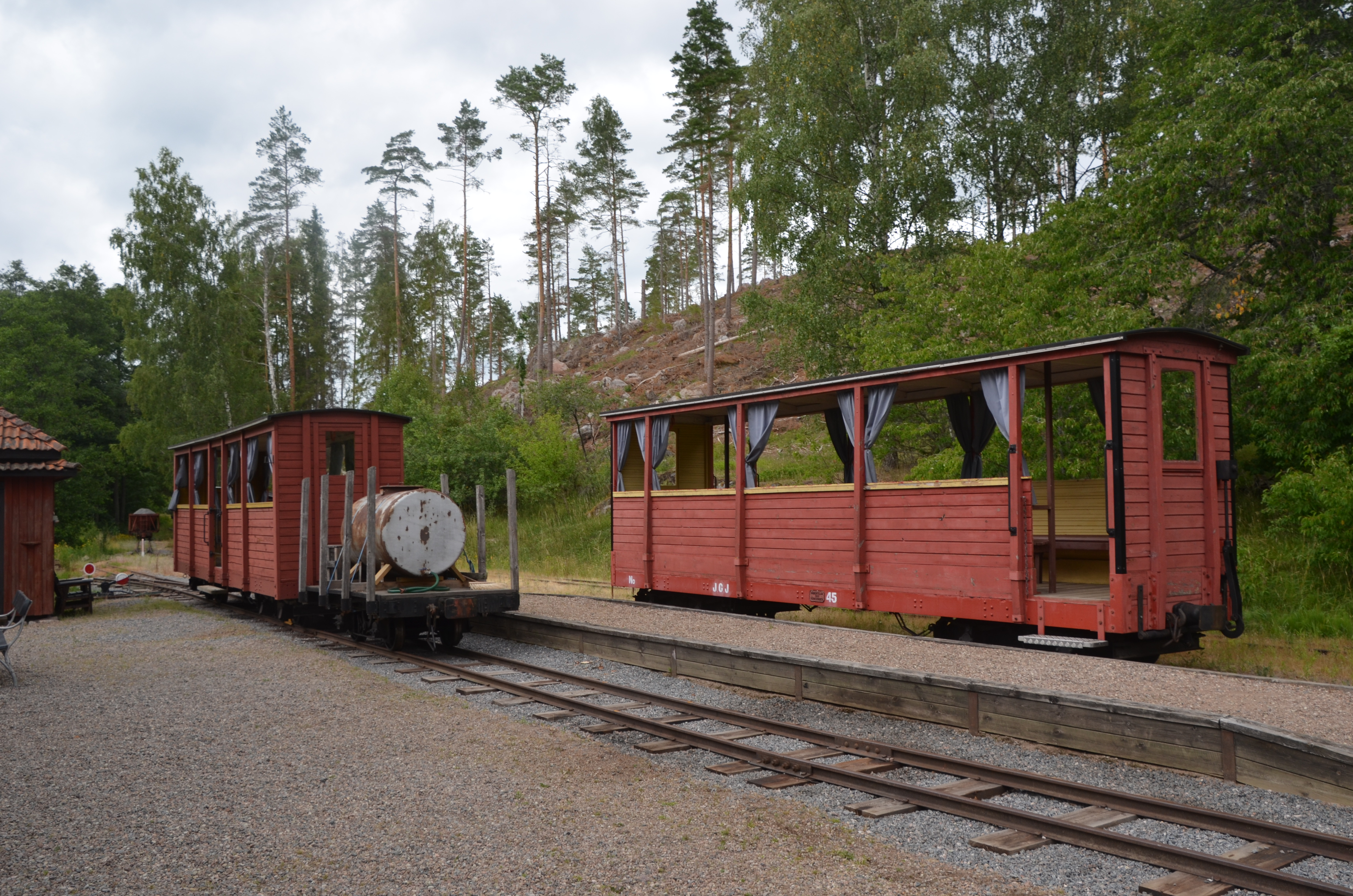
Tidigare godsvagnarna JGJ 45 och JGJ 49, ombyggda till sommarpassagerarvagnar för Risten-Lakviks Järnväg, på Lakviks station

## Historik
Sedan dåvarande Östra stambanan Nässjö – Katrineholm tagits i bruk 1874, väcktes tanken att förena Jönköping med denna bana vid Gripenberg strax söder om Tranås. År 1900 hade järnvägsbygget nått Vireda, cirka 25 km från Gripenberg. Av finansiella skäl avbröts det där och järnvägen kom aldrig att anknytas till stambanan.
Gripenbergsbanan utgick från Jönköping Östra station och avståndet till Vireda var 44,1 kilometer. Från Rosendala station intill Vätterstranden i Huskvarna byggdes 1923 ett 1,4 kilometer långt stickspår till Esplanaden i stadens centrum. Stationsbyggnaden där kallades allmänt "Gule knut".

### Stationer
- Jönköpings Strand (stickspår från Jönköping Östra station)
- Jönköping Östra station
- Rosendala station (Huskvarna Norra station}
- Huskvarna Stad (sidobana från Rosendala station)
- Huskvarna Östra station (sidobana från Rosendala station)
- Gisebo
- Vistakulle
- Drättinge
- Lyckåsgård
- Siringe
- Brötjemark
- Bunn
- Förnäs
- Stora Hultrum
- Vireda station

Tåget, som i folkmun benämndes "Trådrullatåget", hade betydelse för nyttotrafiken mellan de Jönköping och Huskvarna och för landsbygden norr om Huskvarna. Det användes också som utflyktståg till utsiktsberget Vistakulle, liksom till Landsjön och Bunn med sina badplatser, i början och under sommartid i öppna vagnar. I de smala, täckta vagnarna satt man på träbänkar mittemot varandra.
I Kaxholmen, vid den gamla Grännavägen/Riksväg 1, ca 6 km norr om Huskvarna, kunde man tidigare se lok nr 9, byggt av Motala Mekaniska Verkstad 1915 och i bruk till nedläggningen av banan 1935. Loket, som visades av Skärstads hembygdsförening i ett litet museum, är sedan 2006 deponerat hos Östra Södermanlands Järnväg i Mariefred.

## Lokomotiv och motorvagnar

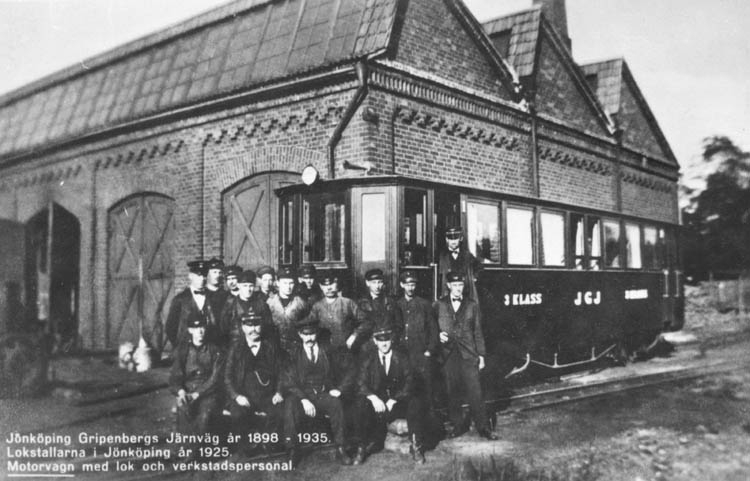
Motorvagn vid lokstallet i Jönköping, 1925

Jönköping–Gripenbergs Järnväg hade nio ånglok. Dess första tre lok tillverkades av J. & C. G. Bolinders Mekaniska Verkstads AB, lok Nr4 av Decauville i Belgien med montage på Jönköpings Mekaniska Verkstad och resterande av Motala Verkstad, konstruerade av Victor Klemming.
Två av järnvägens personvagnar byggdes 1924–1926 om till bensindrivna motorvagnar. Motoriseringen av ramverken gjordes av Tidaholms bruk och övrig ombyggnad av järnvägens egna verkstad.

## Lämningar av banan
"Valvet" i Jönköpingsbanans järnvägsbank utmed nuvarande Artillerigatan i Jönköping anlades som en tunnelport för Gripenbergsbanan.
Mellan Kaxholmen och Gisebo har en bilväg anlagts på den tidigare banvallen. Den passerar en skärning i berget vid den tidigare stationsbyggnaden för Vistakulle station. 
Järnvägsbron över Oset - Huskvarnaåns utlopp i Vättern - ingår i den cykelled som nu förbinder Vättersnäs med Huskvarnas centrala del, i stort följande stickspårets sträckning till Esplanaden.

## Bildgalleri

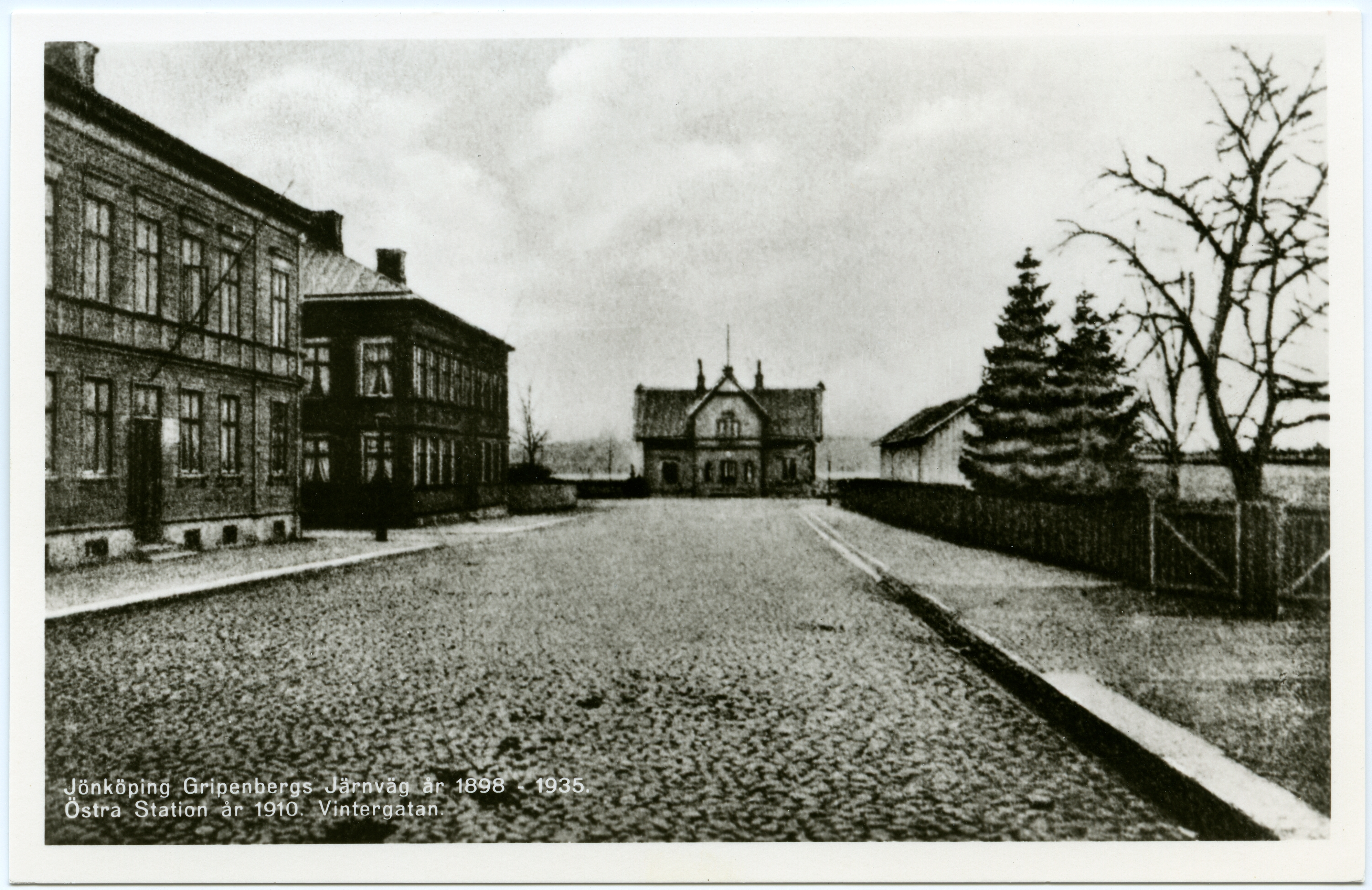
Jönköping Östra station i förlängningen av Vintergatan, 1940
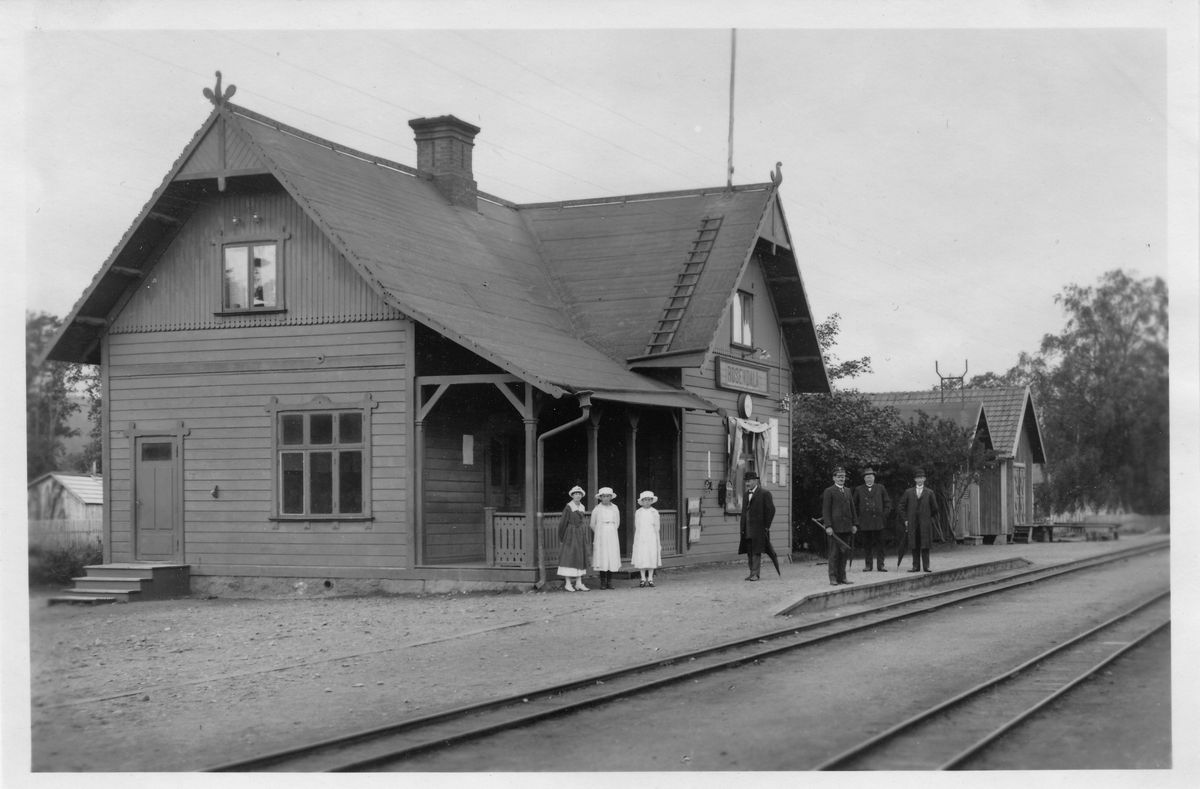
Rosendala station
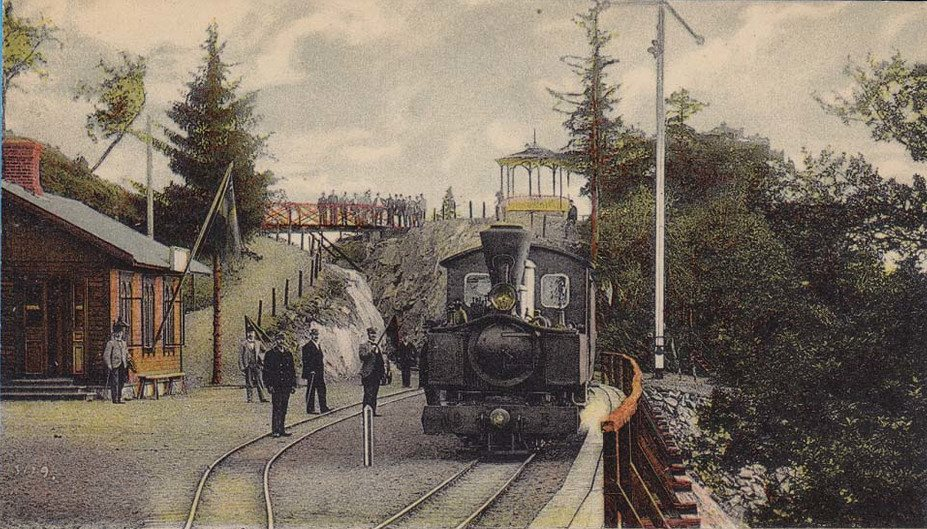
Vistakulle station
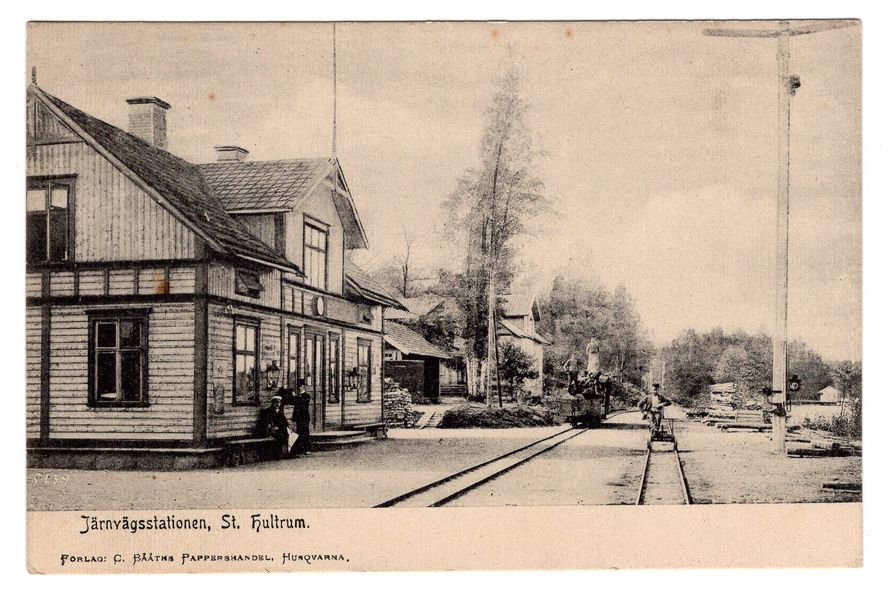
Stora Hultrums station
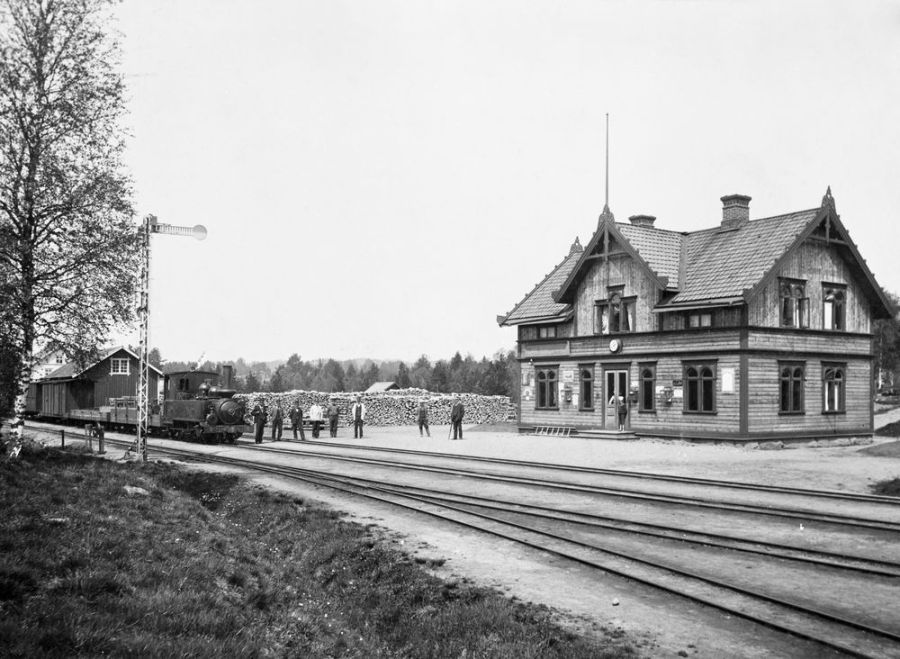
Lok nummer 5 på Vireda station